# Реезер, Эдуард
Хендрик Эдуард Реезер (нидерл. Hendrik Eduard Reeser; 23 марта 1908 — 29 ноября 2002) — нидерландский музыковед.
Начинал занятия музыкой с композиции, известны его юношеские аранжировки произведений Вагнера и Малера. Затем занимался музыкальной журналистикой, изучал историю музыки под руководством Альберта Смейерса. Учился также у композитора Альфонса Дипенброка (после смерти учителя составил каталог его сочинений и подготовил публикацию его переписки). С 1930-х гг. преподавал в Роттердамской консерватории историю музыки, с 1947 г. профессор Утрехтского университета.
Среди основных трудов Реезера — «История нидерландской музыки, 1815—1915» (нидерл. Een eeuw Nederlandse muziek, 1815-1915; 1950). Особый интерес Реезера к творчеству Малера отразился в сборнике «Малер и Голландия» (нидерл. Mahler und Holland: Briefe; 1980), включавшем переписку Малера с нидерландскими музыкантами. Реезер занимался также подготовкой нового издания произведений Вольфганга Амадея Моцарта; отдельное исследование он посвятил жизни и творчеству Иоганна Готфрида Экарда.
В 1961 г. избран в Королевскую Нидерландскую академию наук, в 1972—1977 гг. возглавлял Международное музыковедческое общество.